# 代田橋站

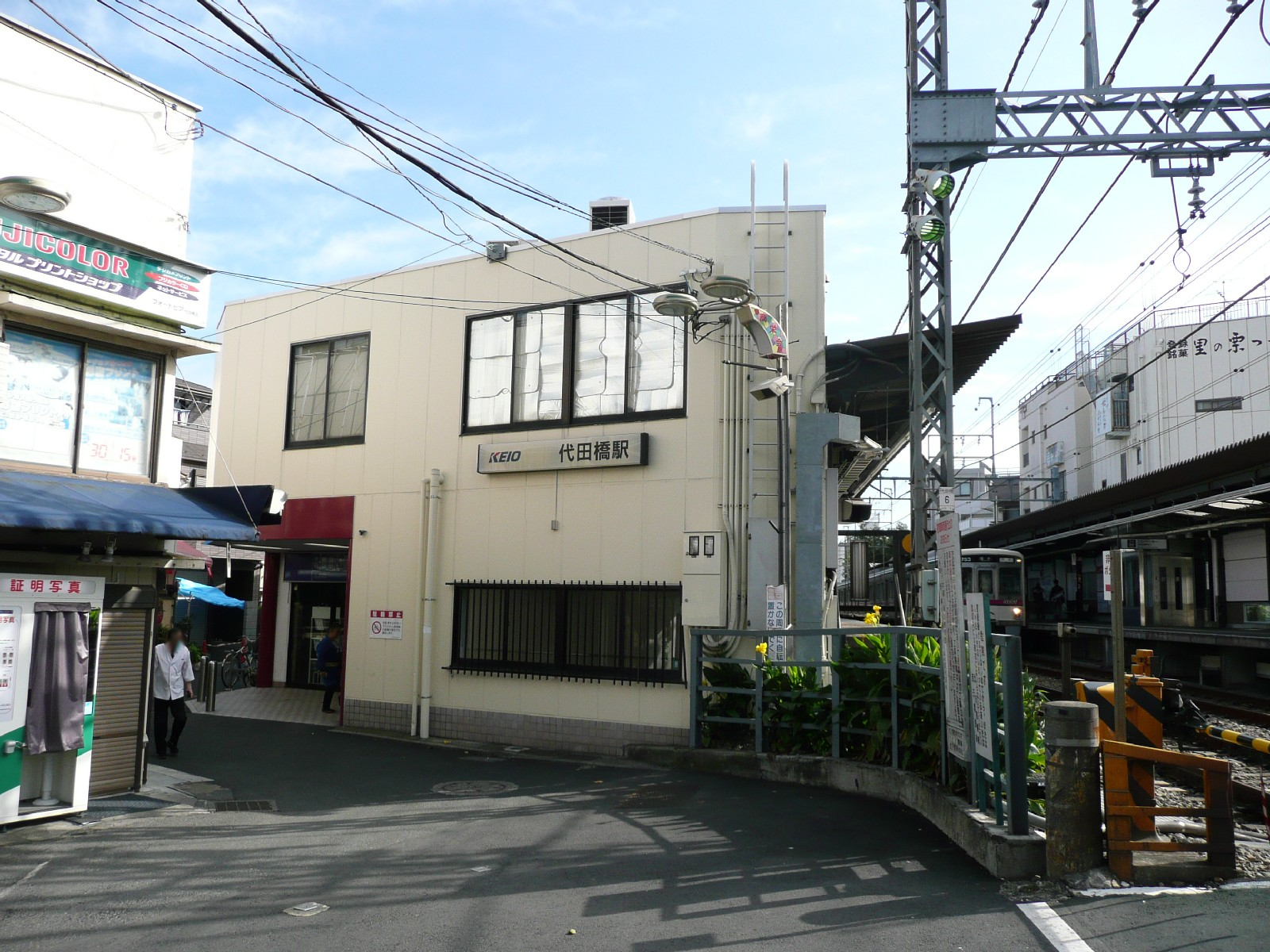
北口（2008年10月）

代田橋站（日语：／ Daitabashi eki */?）是位於日本東京都世田谷區大原二丁目，屬於京王電鐵京王線的鐵路車站。車站編號是KO05。

## 年表
- 1913年4月15日，代田橋站作為京王電氣軌道的車站啟用。
- 1944年5月31日，京王與東京急行電鐵合併後，代田橋站作為京王線的車站運行。
- 1948年6月1日，東急與京王帝都電鐵分拆，代田橋站成為京王的車站。
- 2013年2月22日，以KO05作為代田橋站的編號。

## 車站構造
側式月台2面2線地面車站，笹塚側為高架。站體在京王八王子側的地下一樓。
月台與閘口、閘口與地上之間設有電梯。廁所位於地下一樓付費區內。

### 月台配置
| 月台 | 路線   | 方向 | 目的地                                       |
| ---- | ------ | ---- | -------------------------------------------- |
| 1    | 京王線 | 下行 | 明大前、調布、橋本、京王八王子、高尾山口方向 |
| 2    | 京王線 | 上行 | 笹塚、新宿、新宿線方向                       |

## 使用情況
2016年度一日平均上下車人次為19,955人。使用人數逐漸減少。
1日平均上下車、上車人次變化如下。
| 年度               | 一日平均 上下車人次 | 一日平均 上車人次 | 來源   |
| ------------------ | ------------------- | ----------------- | ------ |
| 1955年（昭和30年） | 24,814              |                   |        |
| 1960年（昭和35年） | 31,787              |                   |        |
| 1965年（昭和40年） | 31,832              |                   |        |
| 1970年（昭和45年） | 30,108              |                   |        |
| 1975年（昭和50年） | 28,229              |                   |        |
| 1978年（昭和53年） | 33,931              |                   |        |
| 1980年（昭和55年） | 33,308              |                   |        |
| 1985年（昭和60年） | 25,014              |                   |        |
| 1990年（平成02年） | 22,733              | 11,063            | [ 3 ]  |
| 1991年（平成03年） |                     | 11,126            | [ 4 ]  |
| 1992年（平成04年） |                     | 11,403            | [ 5 ]  |
| 1993年（平成05年） |                     | 11,263            | [ 6 ]  |
| 1994年（平成06年） |                     | 10,723            | [ 7 ]  |
| 1995年（平成07年） | 22,086              | 10,708            | [ 8 ]  |
| 1996年（平成08年） |                     | 10,532            | [ 9 ]  |
| 1997年（平成09年） |                     | 10,438            | [ 10 ] |
| 1998年（平成10年） |                     | 10,515            | [ 11 ] |
| 1999年（平成11年） |                     | 9,945             | [ 12 ] |
| 2000年（平成12年） | 20,819              | 9,937             | [ 13 ] |
| 2001年（平成13年） |                     | 10,121            | [ 14 ] |
| 2002年（平成14年） |                     | 10,118            | [ 15 ] |
| 2003年（平成15年） | 19,475              | 9,175             | [ 16 ] |
| 2004年（平成16年） | 19,851              | 9,414             | [ 17 ] |
| 2005年（平成17年） | 21,098              | 10,249            | [ 18 ] |
| 2006年（平成18年） | 20,745              | 10,148            | [ 19 ] |
| 2007年（平成19年） | 21,068              | 10,410            | [ 20 ] |
| 2008年（平成20年） | 21,479              | 10,677            | [ 21 ] |
| 2009年（平成21年） | 20,950              | 10,419            | [ 22 ] |
| 2010年（平成22年） | 20,378              | 10,148            | [ 23 ] |
| 2011年（平成23年） | 20,245              | 10,057            | [ 24 ] |
| 2012年（平成24年） | 20,438              | 10,178            | [ 25 ] |
| 2013年（平成25年） | 20,773              |                   |        |
| 2014年（平成26年） | 20,138              |                   |        |
| 2015年（平成27年） | 19,974              |                   |        |
| 2016年（平成28年） | 19,955              |                   |        |

注釋
1. ↑  本站上下車人次最高值

## 車站周邊
玉川上水流經車站新宿側月台下方。
- 京王store（日语：京王ストア）代田橋店
- 東京都水道局（日语：東京都水道局）和田堀給水所（日语：和田堀給水所）
- 世田谷大原郵便局
- 杉並和泉郵便局
- 大原稻荷神社
- 杉並和泉明店街（沖繩城）
- 東放學園專門學校（日语：学校法人東放学園）
- 日本大學鶴丘高等學校（日语：日本大学鶴ヶ丘高等学校）
- 專修大學附屬高等學校（日语：専修大学附属高等学校）
- Sunkus代田橋店
- Lawson代田橋站北口店
- 國道20號（甲州街道）
- 首都高速4號新宿線
- 東京都道318號環狀七號線（環七通）

## 巴士路線
車站附近的國道20號與環七通上有「代田橋」巴士站。
都營巴士
宿91：新宿站、杉並車庫 - 方南八幡通 - 代田橋 - 新代田站
澀66：澀谷站 - 代代木八幡站入口 - 代田橋 - 方南八幡通 - 新高圓寺 - 阿佐谷站
京王巴士東
澀66：澀谷站 - 代代木八幡站入口 - 代田橋 - 方南八幡通 - 新高圓寺 - 阿佐谷站

## 站名由來
站名來自於玉川上水暗渠化以前，甲州街道跨越玉川上水的橋梁名。位置約在車站西北方100公尺左右。
橋名來自於附近地名「代田」（代田村），其由來請參照代田 (世田谷區)。

## 相鄰車站
京王電鐵
 京王線
■特急、■準特急、■急行、■區間急行、■快速
通過
■各站停車
笹塚（KO04）－代田橋（KO05）－明大前（KO06）

## 外部連結
- 代田橋 - 京王電鐵

35°40′15.5″N 139°39′31.6″E / 35.670972°N 139.658778°E